# Immy Schell
Immy Schell (11 de febrero de 1935 - 14 de agosto de 1992) fue una actriz austriaca.

## Biografía
Su nombre completo era Immaculata Schell, y nació en Viena, Austria, siendo sus padres la actriz austriaca Margarethe Noé von Nordberg y el escritor suizo Hermann Ferdinand Schell, y sus hermanos los actores Maria, Carl y Maximilian Schell.
Tras su formación como actriz, inició su carrera trabajando en diferentes teatros en lengua alemana. En 1957 obtuvo su primer papel de importancia en el cine, en el film Nachtschwester Ingeborg, en el cual utilizaba el seudónimo Edith Nordberg para no actuar a la sombre de sus ilustres familiares. Sin embargo, siguiendo el consejo del director Rudolf Noelte, más adelante ya usó su verdadero nombre. Aunque su carrera permanecía centrada en el teatro, actuó en varias películas, como Feuersturm und Asche (junto a Rudolf Höß), así como en producciones televisivas (Die Erbin o Kottan ermittelt). 
En el año 1975 apareció en el Talk Show de Hansjürgen Rosenbauer Je später der Abend junto a sus hermanos Maria y Maximilian. En 1991 actuó otra vez con Maria en la serie de ARD Die glückliche Familie, en el episodio Die schreckliche Wahrheit.
Immy Schell falleció en 1992 en Viena, a causa de una neumonía. Tenía 57 años de edad. Fue enterrada en el Cementerio Friedhof Mauer de Viena, en la tumba Gruppe 29, Reihe 2, Nummer 7, junto a su esposo, el actor Walter Kohut.

## Filmografía (selección)
- 1958 : Nachtschwester Ingeborg
- 1958 : Schwester Bonaventura (telefilm)
- 1958 : Mädchen in Uniform
- 1959 : HD-Soldat Läppli
- 1962 : Barras heute
- 1967 : Liebesgeschichten (serie TV)
- 1979 : Kassbach – Ein Porträt
- 1982 : Die Erbin (telefilm)
- 1986 : The Second Victory
- 1986 : Das Totenreich (telefilm)
- 1988 : War and Remembrance (miniserie TV)
- 1990 : Bingo
- 1990 : Falsche Spuren (telefilm)
- 1990 : Lex Minister